# Akin Euba
Akin Euba (* 28. April 1935 in Lagos; † 14. April 2020) war ein nigerianischer Komponist, Musikwissenschaftler und Hochschullehrer, der praktisch und theoretisch an der Befreiung der Tonsprache seines Landes aus kolonialer Fremdbestimmung arbeitete und mit dem African Pianism eine eigenständige afrikanische Musik entwickelte. In seinen Kompositionen verbinden sich westliche und afrikanische Elemente zu einer im transkulturellen Sinn neuen Tonsprache. In Veröffentlichungen und Vorträgen machte er die Idee einer Afrikanisierung der Musik publik und schuf durch die Gründung neuer Forschungs- und Kommunikationszentren in Afrika, England und den USA ein Forum für andere afrikanische Komponisten.  Mit seinem Elekoto Ensemble brachte er im Sinne einer Weltmusik Musiker aus Nigeria, China, Indien, Deutschland, Malta und Großbritannien zusammen.

## Leben
Olatunji Akin Euba entstammte einer musikliebenden Yoruba-Familie aus Lagos. Ersten Klavierunterricht erhielt er von seinem Vater Alphaeus Sobiyi Euba, einem Allround-Musiker, und anschließend bei James Godfrey Colquhoun Allen sowie Tessier Rémi du Cros. Schon seine Lehrer erkannten seine außergewöhnliche Begabung, und als er im Alter von 15 Jahren mit dem 1. Preis des First Nigerian Festival of the Arts ausgezeichnet wurde, war der weitere Weg vorgezeichnet. Ein Staatsstipendium ermöglichte ihm von 1952 bis 1957 ein Musikstudium am Trinity College of Music in London, wo er nachhaltig und ganz im Sinne einer klassischen Kompositionslehre bei dem Hindemith-Schüler Arnold Cooke sein Handwerk erlernte. Eubas Partituren aus dieser Zeit lassen bereits große Sicherheit im kompositionstechnischen Handwerk erkennen. Zurückgekehrt nach Lagos, übernahm er die Leitung der Musikabteilung des nigerianischen Rundfunks. Kompositionen wie Four Pictures from Oyo Calabashes und Impressions from an Akwete Cloth sind von Nigerianischer Stammeskunst inspiriert und lassen die Hinwendung des westlich geschulten Komponisten zu Nigerianischen Kulturen erkennen. Mit Hilfe eines Stipendiums der Rockefeller-Stiftung ging er von 1962 bis 1966 zur Fortbildung an die University of California, Los Angeles, wo er auf Musikethnologen wie Mantle Hood, Klaus Wachsmann und den ghanaischen Musiker J. H. Kwabena Nketia traf. Zunehmend wurde der Wille, eine eigene und von der westlichen Musik unabhängige Stilistik für moderne afrikanische Musik zu entwickeln, deutlich: „As a composer, I am not happy to write music that is not recognizably connected with my African origins.“ Ermutigt durch Mantle Hood und den Komponisten Roy Travis begann er auch für Instrumente seiner Nigerianischen Heimat zu komponieren und schloss sein Studium mit einer Magisterprüfungs-Komposition für afrikanische Instrumente ab. Anschließend ging er zurück nach Afrika und war ein Jahr lang Lektor für Musik an der Universität von Lagos, danach Leiter der Forschungsabteilung der Obafemi Awolowo University in Ile-Ife. Zeitgleich nahm er ein Studium der Musikethnologie bei J. H. Kwabena Nketia an der Universität von Ghana auf, das er 1974 mit einer Doktorarbeit über die Dundun-Musik der Yoruba abschloss. 1976 gründete er an der Obafemi Awolowo University in Nigeria eine Musikabteilung und erhielt 1978 eine Professur am Centre for Cultural Studies der Universität von Lagos. Als 1977 in Nigeria das Second World Black and African Festival of Arts and Culture stattfand, übernahm Akin Euba die Direktion der musikalischen Darbietungen. 1986–1991 hatte er eine Gastdozentur an der Universität Bayreuth inne und erstellte dort einen Katalog über die Bestände Afrikanischer Musik des Iwalewahauses Bayreuth (veröffentlicht 1993; s. Schriften). 1989 gründete er in London das Centre for Intercultural Music Arts (CIMA) und war bis zu seinem Tod dessen Leiter. 1993–2011 hatte er die Andrew Mellon Professur für Musik an der University of Pittsburgh (USA) inne.  2004 gründete Akin Euba am Churchill College der University of Cambridge das Centre for Intercultural Musicology und war bis zu seinem Tod dessen Director emeritus.

## Wirken
Akin Euba gilt als einer der bedeutendsten afrikanischen Musikethnologen. In Feldstudien hat er zur Erforschung afrikanischer Stammesmusiken beigetragen und die Ergebnisse in Afrika, Europa und den USA publiziert. Auf Grund dieser prägnanten Forschungsergebnisse konnte die Verschmelzung afrikanischer und westlicher Stilelemente gelingen, wie er sie seit 1960 in seinen Kompositionen vornahm. Eine wichtige Voraussetzung hierfür war die Beherrschung beider Idiome. Als die BBC in ihrem 3. Programm das im klassischen Stil komponierte Streichquartett in einer Aufnahme mit dem Amici-Quartett ausstrahlte, reagierte der Musiker Scott Goddard irritiert und war verblüfft, dass ein Nicht-Europäer sich so überzeugend in einer westlich-modernen Tonsprache ausdrücken konnte: „The composer is Nigerian and here he presents us with an uncanny perceptiveness in the assimilation of a foreign culture.“ Auf dieser Grundlage konnte Euba eine Verbindung mit den rhythmischen Strukturen afrikanischer Trommler und den Gesängen der Yoruba herstellen und den sogenannten African Pianism entwickeln. Dessen musikgeschichtliche Bedeutung lässt sich mit dem Wirken des Komponisten Béla Bartók vergleichen, der auf ähnliche Weise die Musik Ungarns von den Überfremdungen der Habsburgisch-Österreichischen Kultur befreit und seiner Nation ein eigenes Idiom vermittelt hat. Dass Euba mit seinem interkulturellen Ansatz erfolgreich war, liegt nicht zuletzt daran, dass er frühzeitig sein Heimatland verlassen hat um in England und in den USA zu studieren, später jedoch immer wieder eine enge Bindung an Afrika beibehalten und gesucht hat.

## Kompositionen (Auswahl)
- Introduction and Allegro für großes Orchester (1956)
- Streichquartett (1957)
- The Wanderer für Violoncello und Klavier (1960)
- Five Pieces for English Horn and Piano (1963)
- Igi Nla für Klavier und Yoruba-Trommeln (1963)
- Four Pictures from Oyo Calabashes (1964)
- Impressions from an Akwete Cloth für Klavier (1964)
- Morning, Noon, and Night für Sänger, Tänzer und Nigerianische Inbstrumente (1967)
- Chaka Oper in zwei Gesängen, Text: Léopold Sédar Senghor; für Soli, Yoruba-Sänger, Chor und Orchester (Afrikanische und westliche Instrumente) (1970; rev. 1999)
- Scenes from Traditional Life für Klavier (1970); Berlin (Verlag Neue Musik), in der Serie New African Music Project; ISBN 978-3-7333-0159-0; ISMN M-2032-0746-7
- Six Yoruba Folk Songs – Arranged for Voice and Piano, Ife-Ife (Nigeria) University of Ife Press, 1975; OCLC   2195535
- Alatangana, Ballettmusik für Sänger, Tänzer und Nigerianische Instrumente (1975)
- Black Bethlehem für Solisten, Chor, Nigerianische Trommeln und Jazz Ensemble (1979)
- Wakar Duru – Studies in African Pianism 1–3 für Klavier, (1987)
- Below Rusumo Falls für Stimme, Tänzer, Gayageum, Flöte, Trommeln und Klavier; [Text: Olusola Oyeleye] (2003)

## Schriften
- Music Adapts to a Changed World: A Leading Composer Looks at How Africa's Musical Traditions Have Expanded to Suit Contemporary Society. Africa Report, November 1970, S. 24–27
- Essays on Music in Africa; Bayreuth African studies series Bd. 16, Bayreuth (IWALEWA-Haus, Universität Bayreuth) 1988, 317 Seiten. ISBN 3-927510-06-8.
- Yoruba Music in the Church: The Development of a Neo-African Art Among the Yoruba of Nigeria. In: J. C. DjeDje und W. G. Carter (Hrsg.): African Musicology: Current Trends: A Festschrift Presented to J. H. Kwabena Nketia. Atlanta, Georgia 1989, S. 45–63
- Yoruba Drumming: The Dundun Tradition. (Diss.) Bayreuth African Studies, Universität Bayreuth, 1990
- Modern African Music – A Catalogue of Selected Archival Materials at Iwalewa-Haus; Bayreuth (University of Bayreuth – Iwalewa Haus) 1993; 79 Seiten.
- African Traditional Musical Instruments in Neo-African Idioms and Contexts. In: Jacqueline Cogdell DjeDje (Hrsg.): Turn up the Volume. A Celebration of African Music. UCLA Fowler Museum of Cultural History, Los Angeles 1999, S. 68–77
- Towards an African Pianism, hg. v. Cynthia Tse Kimberlin und Akin Euba, Point Richmond, CA, MRI Press, 2005. ISBN 0-9627473-6-X und ISBN 978-0-9627473-6-6
- Jazz as a Model for African Composition, in: International Jazz Archives Journal (University of Illinois Press) Band III No. 1 (2006/07) S. 114–127

## Tonträger
- Wakar Duru – Studies in African Pianism 1 – 3, Scenes from Traditional Life, Peter Schmalfuss (Klavier), Elekoto Music Center Lagos Nigeria – EMC LP 001 (1989)
- Chaka, „Opera in Two Chants“ (Text: Léopold Sédar Senghor) für Soli, Yoruba-Sänger, Chor und Orchester (Afrikanische und westliche Instrumente); City of Birmingham Touring Opera, Ltg.: Simon Halsey; Music Research Institute Best. Nr. MRI-0001CD, 1999[7]
- Themes from Chaka 1 + 2, Eric Moe (No.1) und Darryl Hollister (No. 2) in: „Towards an African Pianism: An Anthology of Keyboard Music From Africa and the Diaspora“ (2 Bde. u. 2 CD), Point Richmond, CA : MRI Press (2005) ISBN 0-9627473-6-X
- Six Yoruba Folk Songs für Viola und Klavier auf der CD „Echoes“, Laura Klugherz (Viola) und Steven Heyman (Klavier), CENTAUR  Best. Nr. CRC 3132 (2012)
- Scenes from Traditional Life (3 Klavierstücke) auf der CD „A Celebration of African Composers for Piano“, Peter Henderson (Klavier), African Music Publishers Best. Nr. AGCD2706 (2017)
- Igbá Kinní und Igbá Kerim (2 Klavierstücke) auf der CD Kete (Klaviermusik afrikanischer Komponisten), William Chapman Nyaho (Klavier),  MSR Classics Best. Nr. MS 1708 (2020)
- Three Yoruba Songs Without Words (3 Klavierstücke) auf der CD African Pianism, Rebeca Omordia (Klavier), SOMM Recordings, Best. Nr. SOMMCD 0647 (2022)